# Províncias da Catalunha

Mapa provincial da Catalunha com delimitação das comarcas

As províncias da Catalunha são quatro: Barcelona, Girona, Lérida e Tarragona.
No princípio, a divisão provincial foi aceite pelos políticos catalães e pela Diputação da Catalunha. As elites locais viam uma oportunidade de incrementar o poder local. Apenas a Câmara Municipal de Barcelona diferia, vendo prejudicados os seus interesses. A meados do século XIX, a legislação centralizadora foi retirando responsabilidades às deputações, passando a ser uma ferramenta ao serviço do estado e não das sociedades locais. Com a centralização surgiram as primeiras críticas pelo catalanismo político.
Em 1933 a Generalidade da Catalunha suprimiu as províncias catalãs, quando já estava em marcha o estudo de uma nova divisão territorial em comarcas e vegueries. O plano foi suprimido com o franquismo.
As leis de ordenação territorial aprovadas pelo parlamento espanhol em 1987 previam a iminente conversão da Catalunha numa província única, mas tal não se levou à prática. Em 2001, o "relatório Roca" propunha a criação de vegueries equiparando-as às províncias para efeitos estatais.
O Estatuto de Autonomia de 2006, no seu volume II, capítulo VI, secção 3.ª, artigo 91.4, prevê uma nova divisão em vegueries, apesar que "A alteração dos limites provinciais, se necessário, tem de se trazer a termo conforme o que estabelece o artigo 141.1 da Constituição.", que diz que qualquer alteração dos limites provinciais terá de ser aprovada pelas Cortes Gerais mediante lei orgânica.

## Lista de comarcas de cada província
| Barcelona - Alt Penedès - Anoia - Bages - Baixa Cerdanha (11 municípios) - Baix Llobregat - Barcelonès - Berguedà (exceto Gósol) - Garraf - Maresme - Moianès (criada em 2015) - Osona (exceto Espinelves, Vidrà e Viladrau) - Vallès Occidental - Vallès Oriental\| | Girona - Alt Empordà - Baix Empordà - Garrotxa - Gironès - Pla de l'Estany (criada em 1988) - Ripollès - Selva (exceto Fogars de la Selva) - Osona (apenas 3 municípios) | Lérida - Alta Ribagorça (criada em 1988) - Alto Urgel - Baixa Cerdanha (6 municípios) - Garrigues - Noguera - Pallars Jussà - Pallars Sobirà - Pla d'Urgell (criada em 1988) - Segarra - Segrià - Solsonès - Urgel - Vale de Aran\| | Tarragona - Alt Camp - Baix Camp - Baixo Ebro - Baix Penedès - Conca de Barberà - Ribeira do Ebro - Montsià - Priorat - Tarragonês - Terra Alta |